# Oriol Riera
Oriol Riera Magem (Vic, Barcelona, 3 de julio de 1986) es un exfutbolista profesional y entrenador de fútbol español.

## Trayectoria

### Como jugador
Inició sus primeros pasos en el mundo del fútbol ya desde niño, jugando en las categorías de fútbol base de equipos de su ciudad natal, como el E.F. Osona o el U.E. Vic. A la edad de 10 años, varios equipos se fijaron en su proyección, pero fue finalmente el R. C. D. Español el que consiguió convencerle y lograr su incorporación a la plantilla de categoría alevín del mismo.
Su etapa en el Español duró poco, y después de 2 años y medio en el club perico, volvió a fichar de nuevo por el U.E. Vic en categoría Infantil. Sus numerosos goles en este equipo hicieron que volviera a sonar su nombre para equipos como el Futbol Club Barcelona, y sus buenas actuaciones lograron finalmente que se le concediera una oferta de traspaso por el club azulgrana, justo después de 3 meses de abandonar el club periquito.
En la cantera del Barça coincidió con jugadores conocidos, como Cesc Fàbregas, Gerard Piqué, Pedro o incluso Lionel Messi, que jugaba junto a él en el puesto de delantero. En esta etapa en la cantera azulgrana fue convocado varias veces con las categorías inferiores de la selección española de fútbol.
Sus buenas actuaciones le llevaron a ser convocado por el primer equipo el 17 de diciembre de 2003 para disputar el encuentro de Copa del Rey ante el Ciudad de Murcia. Fue el entonces entrenador Frank Rijkaard el que le hizo debutar, a la edad de 17 años y 4 meses, sustituyendo en el minuto 76 de partido a Javier Saviola. El partido se resolvió a favor del conjunto azulgrana, con un resultado de 0-4.
Esa misma temporada, llegó a ser convocado para otro partido con el primer equipo, de liga en esta ocasión, contra el Celta de Vigo.
Ya en la temporada siguiente, el 20 de octubre de 2004, es convocado por Frank Rijkaard para disputar el partido de Liga de Campeones ante el Milan, aunque no llega a disputar ningún minuto del mismo.
Esos años fueron fantásticos para la cantera blaugrana, ya que comenzaban a explotar y a mostrar su progresión jugadores como Andrés Iniesta o Lionel Messi, que aprovechaban sus partidos en el primer equipo para demostrar sus cualidades. La afición elogiaba a sus canteranos y confiaba en su progresión para un proyecto a corto plazo, incluso calificaba a Oriol Riera como el nuevo Andrei Shevchenko. Sin embargo, la precipitación pudo a Oriol, que no pudo soportar tanta presión, y tras una serie de malas actuaciones y su posterior retorno al filial, solicitó al Fútbol Club Barcelona un traspaso a otro equipo.
El 15 de agosto de 2006 está a punto de fichar por el Legia de Varsovia, pero su fichaje se malogra y termina siendo jugador de la Cultural y Deportiva Leonesa, equipo de la Segunda División B española. En seguida se hace con el puesto de titular, y llega a disputar 32 partidos, consiguiendo marcar 6 goles. La temporada siguiente marca 10 goles en 33 partidos y el Real Club Celta de Vigo se fija en él para reforzar su filial, alternando partidos con el primer equipo celeste.
Es entonces el 21 de mayo de 2008 cuando el filial del Celta se hace con los servicios del delantero. Esa temporada juega casi todos los partidos del Celta B, anotando 10 tantos.
No fue hasta la temporada siguiente, la cual inició en el filial, cuando por la escasa cantidad de goles de los delanteros de la primera plantilla, el entrenador Eusebio Sacristán decidió convocarle para debutar con el primer equipo. Así, el 12 de enero de 2010 en el partido de la Copa del Rey ante el Villarreal Club de Fútbol entra sustituyendo a Dani Abalo, en el que sería su primer partido como jugador de la primera plantilla celeste.
Al final de temporada jugó cuatro partidos más con el primer equipo, debido a la falta de goles del mismo, hasta que una normativa federativa le impidió jugar algún partido más, al tener más de 23 años y ya haber disputado cuatro partidos con el primer equipo, teniendo ficha del filial. Como el Celta ya había sido sancionado cinco años atrás por la misma situación, al alinear durante 5 partidos al canterano Toni Moral, Oriol Riera volvió al filial, sin haber conseguido marcar ningún tanto en el primer equipo. Al año siguiente se fue del celta, con una gran despedida diciendo que a donde fuese siempre tendría al celta en su corazón y al final de su etapa futbolística le gustaría retirarse allí.
El 16 de julio de 2010 en la web del Córdoba C. F. se anuncia su contratación por el periodo de 1 año ampliable a otro más, asignándole el dorsal nueve.
El 11 de julio de 2011 firma con la A. D. Alcorcón por una temporada con opción a otra.
El 5 de julio de 2013 se compromete por 3 temporadas con el C. A. Osasuna, asignándole el dorsal diecinueve.
El 7 de julio de 2014 se compromete con el Wigan Athletic por una temporada con opción a otra, pero sus pocos minutos le hacen salir cedido en el mercado invernal al Deportivo de La Coruña, hasta final de temporada.
En agosto de 2016 regresó a Osasuna, tres años después, en calidad de cedido por parte del Deportivo de La Coruña.
El 4 de julio de 2017 llegó a un acuerdo con el Deportivo de La Coruña para la rescisión de su contrato que finalizaba en 2018 quedando libre y fichando al día siguiente por el Western Sydney Wanderers de la A-League australiana.
Tras dos temporadas en Australia, el 25 de julio de 2019 se hizo oficial su regreso a España tras firmar por una temporada con opción a otra con el C. F. Fuenlabrada.
Después de 16 años como profesional y 510 partidos en sus espaldas, con más de un centenar en la Primera División española, el 10 de agosto de 2020 anunció su retirada como futbolista profesional para empezar una nueva etapa como entrenador.

### Como entrenador
Su primera experiencia como entrenador es de asistente en el filial de la Agrupación Deportiva Alcorcón junto a Josep Alcácer, donde son eliminados de los playoffs de ascenso en semifinales. 
El 1 de julio de 2022, firma como entrenador del Club Deportivo Tudelano de la Segunda División RFEF, siendo su primera experiencia en los banquillos como entrenador principal. El 19 de diciembre de 2023, fue destituido de su cargo tras 5 jornadas sin ganar.
En la temporada 2024-25, firma como entrenador del Club Deportivo Estepona Fútbol Senior de la Segunda División RFEF. El 31 de diciembre de 2024, es destituido como entrenador del conjunto malagueño.
Desde el verano de 2025 es el entrenador de Unionistas de Salamanca.

## Clubes

### Como jugador
Actualizado a 17 de agosto de 2020
| Club                           | País       | Año       | Partidos (Liga) | Goles (Liga) |
| ------------------------------ | ---------- | --------- | --------------- | ------------ |
| F. C. Barcelona "C"            | España     | 2004-2006 | 36              | 12           |
| F. C. Barcelona "B"            | España     | 2004-2006 | 31              | 4            |
| Cultural y Deportiva Leonesa   | España     | 2006-2008 | 66              | 14           |
| R. C. Celta de Vigo "B"        | España     | 2008-2010 | 64              | 22           |
| R. C. Celta de Vigo            | España     | 2010      | 6               | 0            |
| Córdoba C. F.                  | España     | 2010-2011 | 41              | 6            |
| A. D. Alcorcón                 | España     | 2011-2013 | 86              | 24           |
| C. A. Osasuna                  | España     | 2013-2014 | 41              | 13           |
| Wigan Athletic F. C.           | Inglaterra | 2014-2015 | 13              | 1            |
| R. C. Deportivo de La Coruña   | España     | 2015-2016 | 46              | 6            |
| C. A. Osasuna                  | España     | 2016-2017 | 24              | 4            |
| Western Sydney Wanderers F. C. | Australia  | 2017-2019 | 56              | 25           |
| C. F. Fuenlabrada              | España     | 2019-2020 | 35              | 1            |

### Como entrenador
| Club                       | País   | Años        |
| -------------------------- | ------ | ----------- |
| AD Alcorcón (Asistente)    | España | 2020 - 2021 |
| CD Tudelano                | España | 2022 - 2023 |
| CD Estepona FS             | España | 2024        |
| Unionistas de Salamanca CF | España | 2025        |